# گل خار

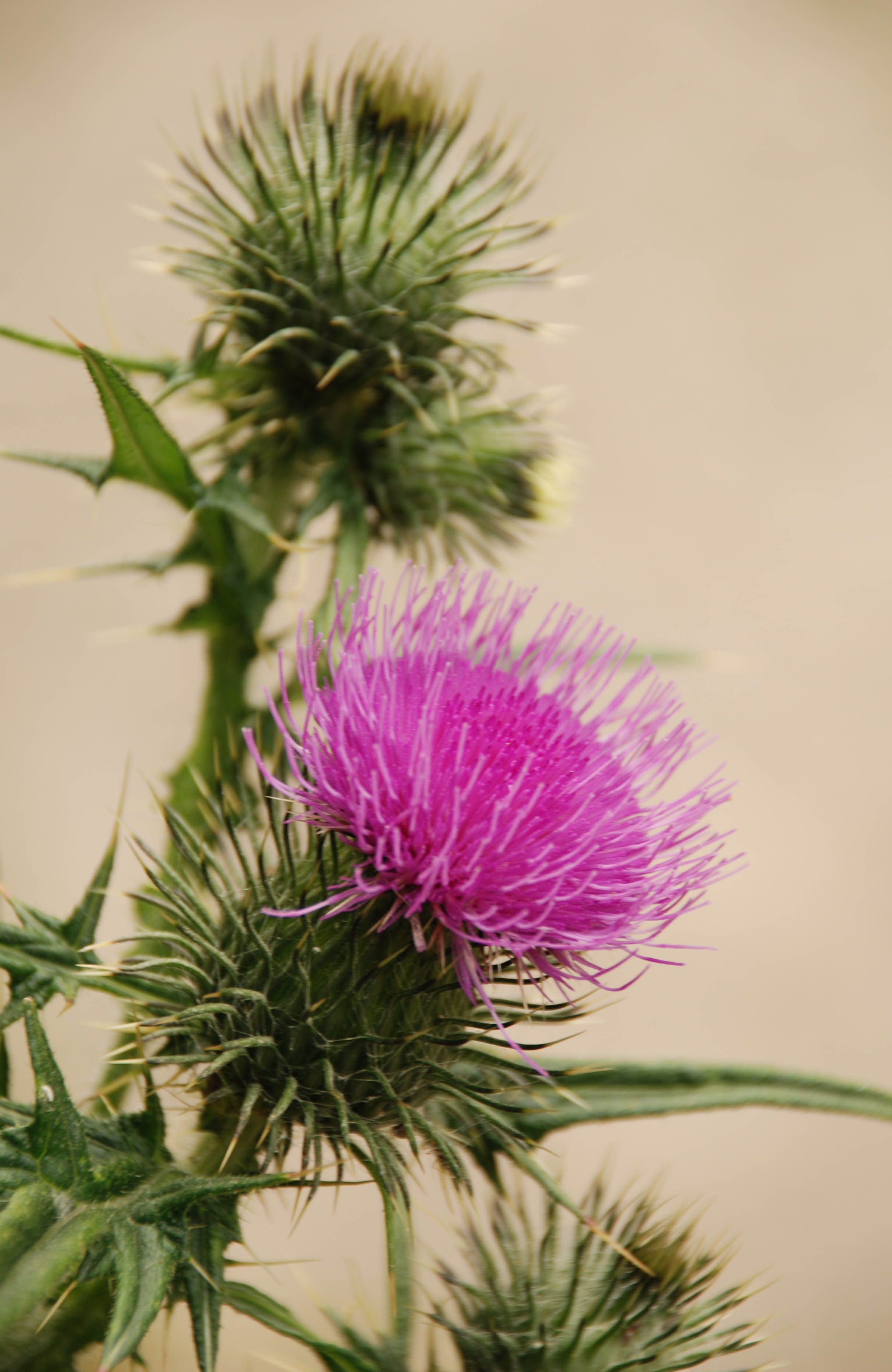
گل خار

گل خار (به انگلیسی: Thistle) به گروهی از گیاهان گلدار گفته می‌شود که دارای خارهای تیز در لبه‌های برگ هستند. بیشتر گونه‌های گل خار به تیرهٔ مرکبیان تعلق دارند.
گل خار از زمان الکساندر سوم اسکاتلند (۱۲۴۹–۱۲۸۶) گل ملی کشور اسکاتلند است. تصویر گل خار در سکه‌های نقره زمان جیمز سوم اسکاتلند ۱۴۷۰ میلادی به چشم می‌خورد.

## طبقه‌بندی
برخی از گیاهانی که از تیرهٔ گل‌ستاره‌ای‌ها هستند و گل خار نامیده می‌شوند عبارتند از:
- باباآدم – باباآدم
- خار مقدس –
- کنگر فرنگی (رده) – کنگر فرنگی
- شکرتیغال – شکرتیغال

برخی از گیاهانی که خارج از تیرهٔ گل‌ستاره‌ای‌ها قرار دارند و گل خار نامیده می‌شوند عبارتند از:
- علف شور – از تیرهٔ اسفناجیان)